# Elfyn Lewis
Elfyn Lewis, né en 1969, est un peintre gallois qui a remporté la médaille d'or nationale du National Eisteddfod of Wales dans la catégorie des beaux-arts en 2009 et le prix de l'artiste gallois de l'année en 2010,.